# Netádzsi Szubhás Csandra Bosz nemzetközi repülőtér
A Netádzsi Szubhás Csandra Bosz  (IATA: CCU, ICAO: VECC) India egyik nemzetközi repülőtere, amely Kolkata közelében található. Éves utasforgalma 728 090 fő . Utasforgalma alapján 2018-ban Ázsia 29. legforgalmasabb repülőtere volt.

## Futópályák
A repülőtér futópályái:
- 01L/19R (2839 m, 46 m, bitumen)
- 01R/19L (3627 m, 45 m, bitumen)

## Forgalom
Az utasforgalom az elmúlt években az alábbi módon változott:
| Utasok száma | 9 181 182 | 10 251 505 | 10 096 999 | 12 075 947 | 14 613 578 | 18 882 179 | 21 663 463 | 9 463 780 | 11 141 567 | 16 340 657 |
|              | 2010      | 2011       | 2012       | 2015       | 2016       | 2017       | 2018       | 2020      | 2021       | 2022       |